# Neoscona arabesca
Espèce
Synonymes
- Epeira arabesca Walckenaer, 1841
- Epeira trivittata Keyserling, 1864
- Epeira singularis Banks, 1898
- Neoscona minima F. O. Pickard-Cambridge, 1904

Neoscona arabesca est une espèce d'araignées aranéomorphes de la famille des Araneidae.

## Distribution
Cette espèce se rencontre en Amérique du Nord, en Amérique centrale et aux Antilles.
Elle a été introduite au Népal et en Chine.

## Habitat
Elle vit dans les champs, le long des lisières et autres endroits ensoleillés.

## Description
Les mâles mesurent de 4,2 à 9,2 mm et les femelles de 5,2 à 12,3 mm.

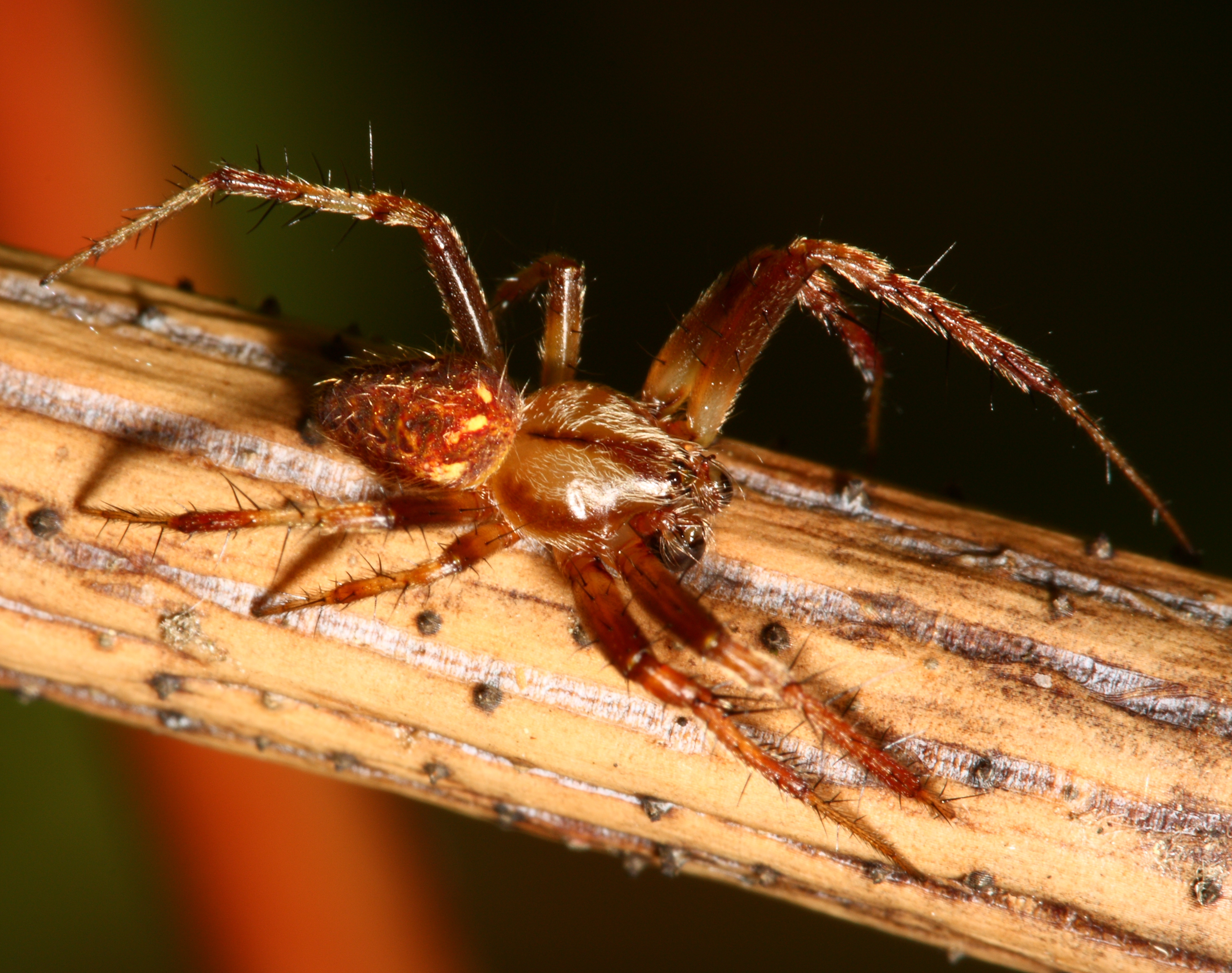
Neoscona arabesca ♂

Cette araignée se distingue à ses macules blanches au centre du folium. L'abdomen et le céphalothorax sont oblongs et un peu velus. Ce dernier présente 1 bande centrale et 2 bandes latérales.
Ses pattes sont étroites, ornées de bandes brunes et d'épines. Les 2 paires de pattes antérieures sont un peu plus longues.

## Toile
Sa toile mesure de 15 à 45 cm de diamètre avec 18-20 rayons.
Elle confectionne un abri parmi le feuillage, à proximité de sa toile, et se nourrit de Coléoptères et d'Homoptères, principalement en soirée, une fois sa toile complétée.

## Systématique et taxinomie
Cette espèce a été décrite sous le protonyme Epeira arabesca par Walckenaer en 1841. Elle est placée dans le genre Neoscona par F. O. Pickard-Cambridge en 1904.
Neoscona minima a été placée en synonymie par Berman et Levi en 1971.
Epeira singularis. a été placée en synonymie par Levi en 1991.

## Galerie

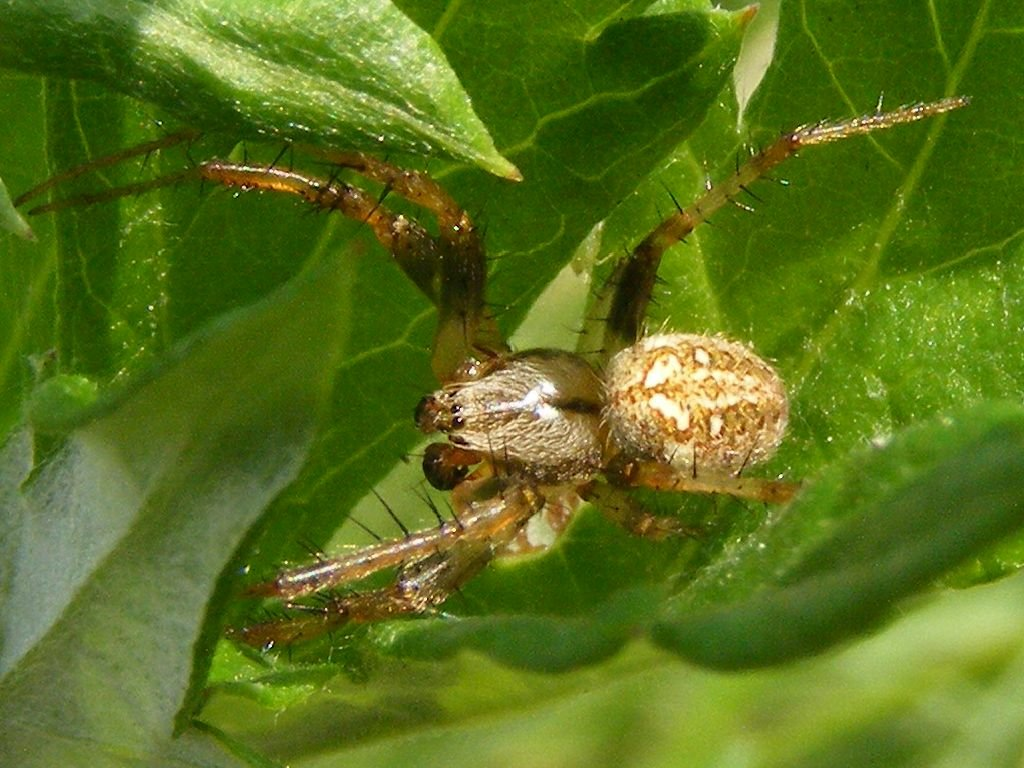
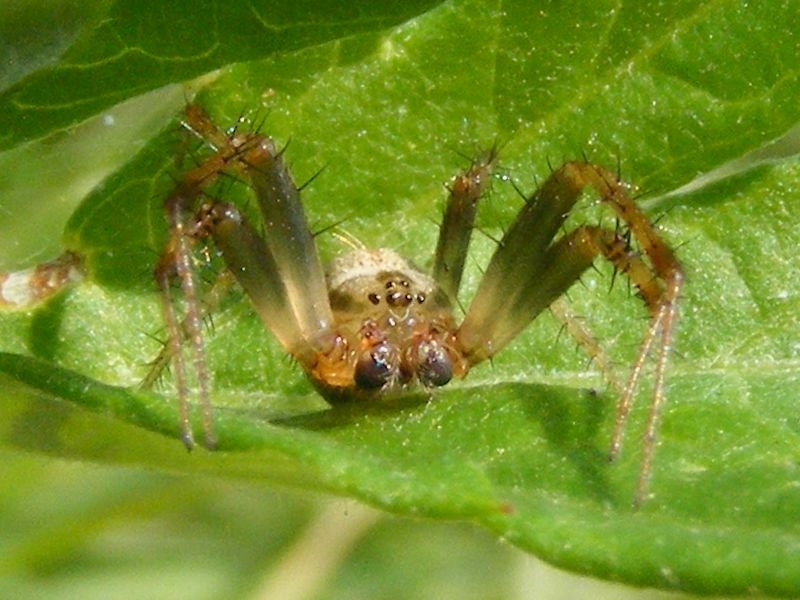
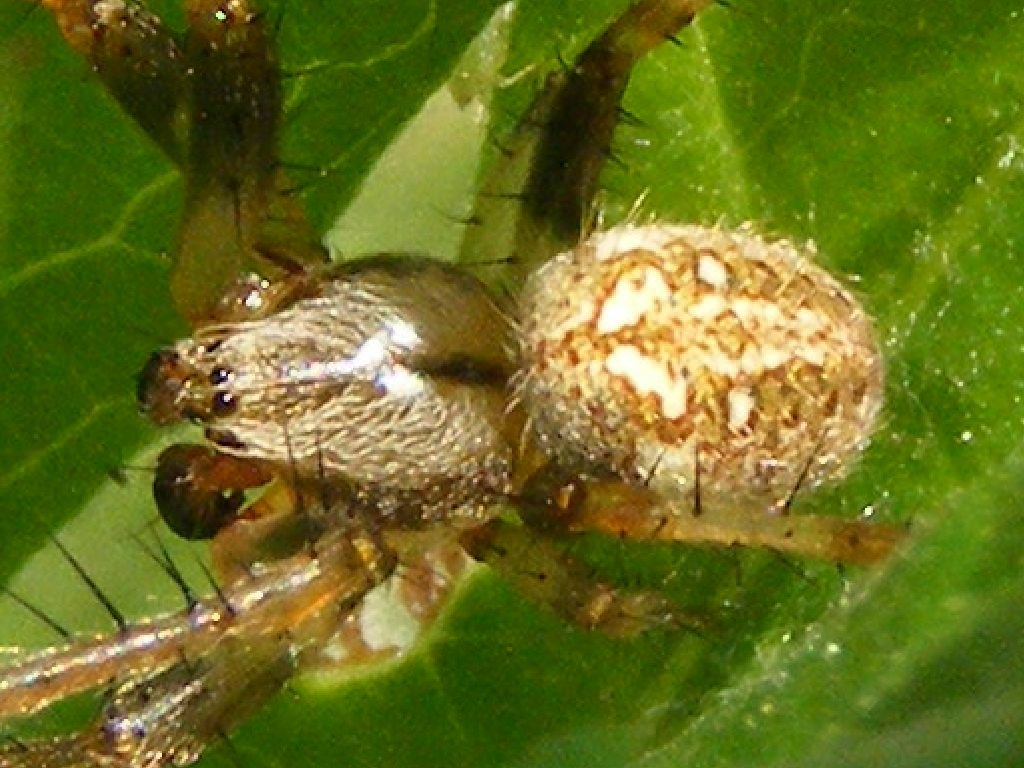
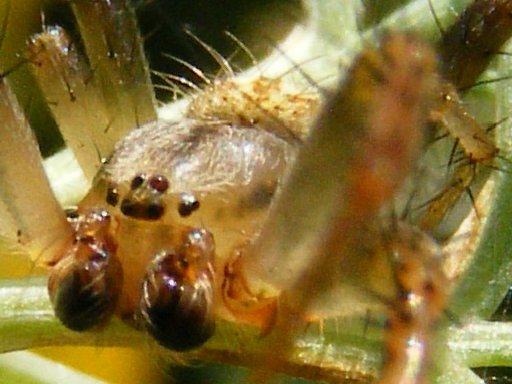
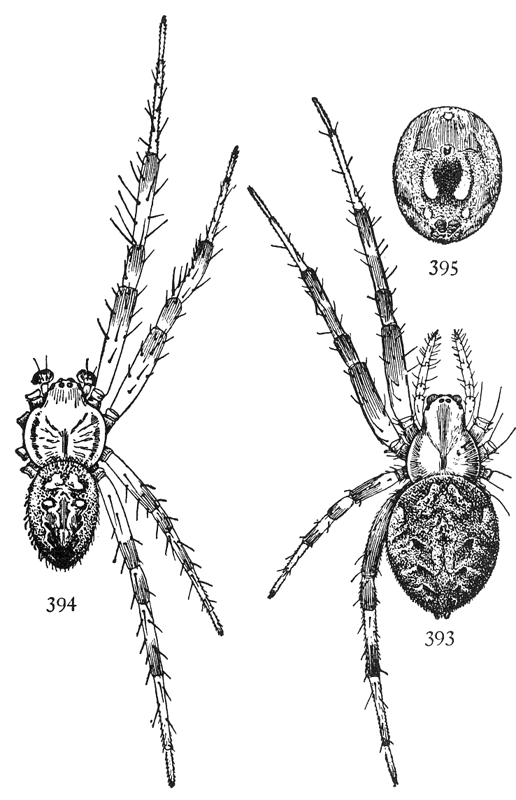

## Publication originale
- Walckenaer, 1841 : Histoire naturelle des insectes. Aptères. Paris, vol. 2, p. 1-549 (texte intégral).